# AROS
AROS Research Operating System (AROS, pronunciado AR-OS) es un sistema operativo gratuito y portable cuyo propósito es conseguir una implementación en código abierto de los API del AmigaOS 3.1. Diseñado para ser portable y flexible, es compatible a nivel binario con ejecutables de AmigaOS al ejecutarse en procesadores 68k, y compatible a nivel de código fuente en procesadores de otras arquitecturas. Hay versión nativa para ordenadores x86 y se puede ejecutar también hospedado en Linux, FreeBSD y Windows. En una muestra de desarrollo de desarrollo completo, AROS ha sido portado al Amiga 1200 basado en la serie Motorola 68000 (m68k), y también está disponible en ARM para las placas de Raspberry Pi. 

## Nombre e identidad
AROS significaba originalmente Amiga Research Operating System, pero para evitar cualquier problema de marca con el nombre de Amiga, se cambió al acrónimo recursivo AROS Research Operating System.
La mascota de AROS es un gato antropomórfico llamado Kitty, creado por Eric Schwartz y adoptado oficialmente por el equipo de AROS el 2 de diciembre de 2002.
Utilizado en el núcleo de AROS Sobre y las herramientas de instalación, también fue adoptado por varios sitios de la comunidad AROS y las primeras distribuciones.
Otros símbolos y logotipos identificables de AROS se basan en la forma del gato, como el logotipo de Icaros, que es un ojo de gato estilizado, o AFA (Aros For Amiga).

## Estado actual
El proyecto, iniciado en 1995, se ha convertido a lo largo de los años en una implementación casi "completa" de AmigaOS que solo carece de unas pocas áreas de funcionalidad. Esto se logró gracias al esfuerzo de un pequeño equipo de desarrolladores.
Puede instalarse en la mayoría de los compatibles de IBM PC y cuenta con controladores gráficos nativos para tarjetas de vídeo como la gama GeForce de Nvidia. Desde mayo de 2007, también es compatible con teclados y ratones USB. AROS ha sido portado a la placa Sam440ep PowerPC y en 2009 se publicó una primera versión de prueba para el Efika.
Aunque el sistema operativo aún carece de aplicaciones, se han portado algunas, como E-UAE, un programa de emulación que permite ejecutar aplicaciones AmigaOS nativas de m68k. También se han escrito algunas aplicaciones específicas para AROS. AROS tiene soporte de red TCP/IP, y tiene disponible una versión experimental del navegador web AMosaic, para propósitos de prueba, entre otras aplicaciones relacionadas con Internet. La pila Poseidon USB ha sido portado a AROS.
AROS está diseñado para ser compatible con AmigaOS. En el hardware Amiga m68k también es compatible con los binarios, por lo que los binarios ya compilados para AmigaOS 3 se pueden ejecutar en AROS. En las plataformas x86 IA-32 de 32 bits Janus-UAE, un E-UAE mejorado, integra la emulación de Amiga directamente en AROS para ejecutar los binarios AmigaOS m68k de forma casi transparente para el usuario. A partir de agosto de 2011, los archivos originales del sistema operativo AmigaOS 3 son necesarios para la emulación.
El objetivo de AROS es mantenerse al margen de las disputas legales y políticas que han plagado otras implementaciones de AmigaOS al ser independiente del hardware y de cualquier control central. El lema de facto de AROS, "No schedule and rockin" (Sin horario y rockeando) es una parodia de las infames palabras "On Schedule and Rockin" (En horario y rockeando) del CEO de Amiga, Inc. CEO Bill McEwen, y declara la falta de los plazos formales.
El 31 de marzo de 2011 se publicó un clon viable de AmigaOS Kickstart para el procesador Motorola 68000 como parte de una recompensa de programación. El requisito de memoria es de 2 MB de Chip RAM y 1 MB de Fast RAM. Este software es una alternativa completa de código abierto a AmigaOS. 

## Distribuciones
Los principales archivos del sistema AROS pueden descargarse en varios formatos desde el sitio web del proyecto. Estos archivos se compilan directamente desde la fuente SVN, y están disponibles como nightly builds. Las nightly builds también incluyen algunas aplicaciones de terceros para permitir a la gente que utiliza el sistema realizar algunas tareas muy básicas.
Para el usuario final/medio, como Linux, hay varias distribuciones disponibles: 

### Icaros Desktop
Desde abril de 2009, el nombre de VMWAros se ha cambiado por el de "Icaros Desktop" para evitar ambigüedades con cualquier máquina virtual existente con derechos de autor de cualquier tipo. La integración de la emulación de Amiga 68K, la aceleración 3D para tarjetas Nvidia y las últimas actualizaciones de las aplicaciones se pueden encontrar allí. La última versión de Icaros Desktop es la 2.3 (lanzada el 22 de diciembre de 2020).

### Broadway
Broadway es una distribución de AROS iniciada a finales de 2009. El objetivo ha sido proporcionar una introducción sencilla y completa a lo que ofrece AROS. También se añadió software comercial como un centro multimedia, un servicio de almacenamiento en la nube y una tienda de aplicaciones. La última versión es la 1.0 preview 5, lanzada el 16 de abril de 2016.

### AspireOS
AspireOS es una distribución, iniciada en 2011, por Nikos Tomatsidis, que se centra en los ordenadores Dell Latitude D520 y Acer Aspire One 110, 150. La última versión es la 2.2, con nombre en clave "Obitus", lanzada en noviembre de 2018.

### AROS Vision
AROS Vision es una distribución nativa de m68k, que puede funcionar tanto en hardware real como en emuladores como UAE.

### Apollo OS
ApolloOS es una distribución m68k activa, creada especialmente para el sistema Vampire V4 Standalone basado en FPGA.

## Influencia en AmigaOS y MorphOS
Haage & Partner utilizaron pequeñas partes del código fuente de AROS para AmigaOS 3.5 y 3.9. Grandes partes de MorphOS (AmigaDOS, Intuition y más) han sido portadas desde AROS. 

## Requisitos del sistema

### x86
- CPU, más reciente que Intel 80486 (velocidad de reloj mínima recomendada de 700 MHz para ordenadores de sobremesa y de 1 GHz para portátiles)
- Unidad de coma flotante.
- 256 MB DE RAM.